# ペイウォール

架空のニュースウェブサイトにおけるハードペイウォールのモックアップ

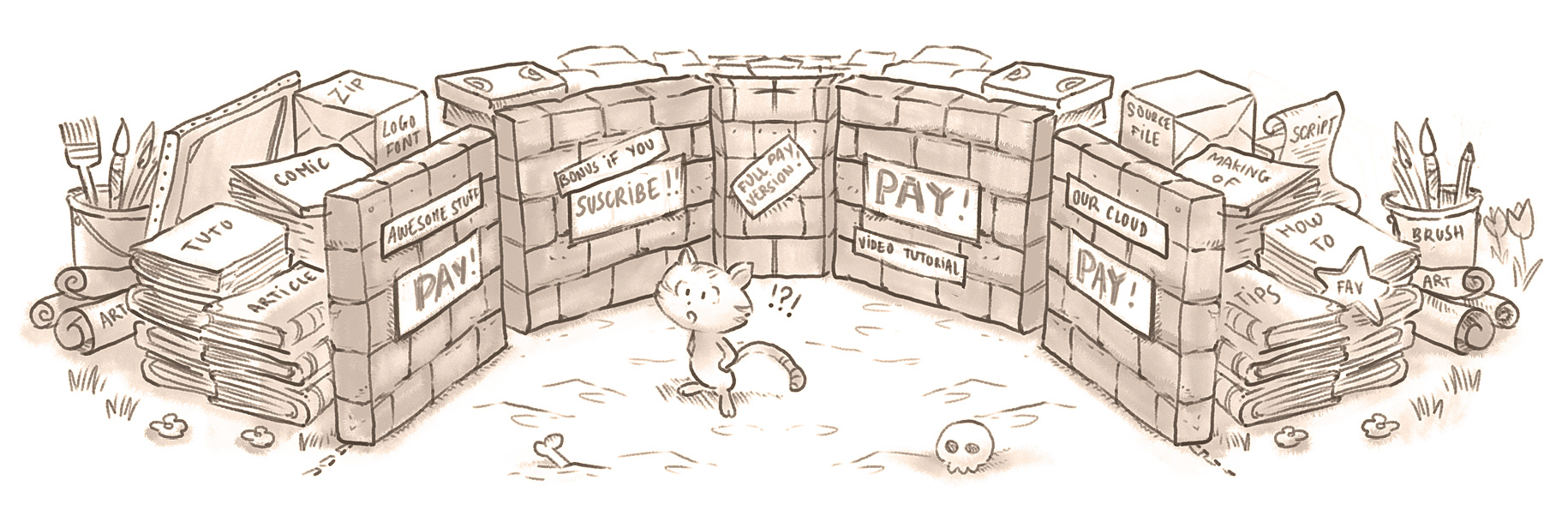
フランス人アーティスト、デビッド・レボイによる「Philosophy 03 paywall」には、キャロットというキャラクターと様々なペイウォールが描かれている。ペイウォールは、無料ユーザーを全てのコンテンツ、一定数のコンテンツ、あるいは特定のコンテンツへのアクセスに制限する場合がある。左から2番目のウォールは、ユーザーに料金を支払う必要はないが、コンテンツへのフルアクセスにはサブスクリプション（または登録）が必要。

ペイウォール（英: Paywall）は、購入または有料購読によって、特にニュースコンテンツへのアクセスを制限する方法である。2010年代半ばから新聞社が、広告ブロッカーの使用などにより有料の印刷物の読者数と広告収入が何年も減少した後、収益を増やす方法としてウェブサイトにペイウォールを導入し始めた。学術分野では、研究論文はペイウォールの対象であることが多く、購読している学術図書館を通じて入手できる。
ペイウォールは、印刷版の購読者数を増やす手段としても使われてきた。例えば、一部の新聞社はオンラインコンテンツへのアクセスと日曜版の印刷版の配信を、オンラインアクセスのみよりも低価格で提供している。ボストン・グローブやニューヨーク・タイムズなどの新聞のウェブサイトがこの戦術を採用しているのは、オンライン収入と印刷版の発行部数（ひいては広告収入の増加）の両方を増やすためである。

## 歴史
1996年、ウォール・ストリート・ジャーナルはハードペイウォールを導入し、現在も維持している。その後も広く読まれ、2007年半ばまでに100万人以上のユーザーを獲得し、2008年3月には1500万人の訪問者数を記録した。
2010年、ウォール・ストリート・ジャーナルに倣って、ロンドン・タイムズ紙も「ハード」ペイウォールを導入した。ただ、この決定は物議を醸した。ウォール・ストリート・ジャーナルとは異なり、タイムズ紙は一般ニュースサイトであり、ユーザーは料金を支払うよりもむしろ他の場所で無料で情報を探すだろうと言われていたからである。ペイウォールは実際には成功とも失敗とも言えず、10万5000人の有料訪問者を獲得した。一方、ガーディアンはペイウォールの使用に抵抗し、その理由として「オープンなインターネットへの信念」と「コミュニティへの配慮」を挙げた。この説明は、ペイウォールの導入後にタイムズ紙のサイトからブロックされ、オンラインニュースを求めてガーディアン紙を利用するようになったオンラインニュース読者への歓迎記事に記載されている。ガーディアンはそれ以来、Open APIなど、収益増加につながる他の事業を試している。他の新聞社、特にニューヨーク・タイムズは、様々なペイウォールの導入と撤廃を交互に行ってきた。オンラインニュースは比較的新しいメディアであるため、オンラインニュースの消費者を満足させながら収益を維持するためには、実験が鍵となると言われている。
いくつかのペイウォールの導入は失敗に終わり、撤回された。ペイウォールモデルに懐疑的な専門家の一人に、2009年のガーディアン紙の記事で「ペイウォールはもう過去のもの」と断言したアリアナ・ハフィントン氏が挙げられる2010年には、ウィキペディアの共同設立者であるジミー・ウェールズ氏がタイムズ紙のペイウォールを「愚かな実験」と呼んだと報じられている。大きな懸念事項の1つは、コンテンツが広く利用できるようになったことで、潜在的な購読者がニュースを無料の情報源から入手してしまうのではないかということであった。初期の導入による悪影響としては、トラフィックの減少や検索エンジン最適化の不足などが挙げられる。
ペイウォールは物議を醸しており、収益を生み出すペイウォールの有効性とメディア全体への影響について賛否両論が繰り広げられている。ペイウォールの批判者には、多くのビジネスマン、メディア教授のジェイ・ローゼンなどの学者、ハワード・オーエンズなどのジャーナリスト、GigaOmのメディアアナリストのマシュー・イングラムなどがいる。ペイウォールに可能性を感じている人には、投資家のウォーレン・バフェット、元ウォール・ストリート・ジャーナル発行人のゴードン・クロヴィッツ、メディア王のルパート・マードックなどがいる。ペイウォールに対する意見を変えた人もおり、ロイターのフェリックス・サーモンは当初ペイウォールに懐疑的だったが、後にペイウォールは効果的かもしれないという意見を表明した。ニューヨーク大学のメディア理論家クレイ・シャーキーも当初、ペイウォールに懐疑的だったが、2012年5月に「新聞はニューヨーク・タイムズが実施したようなデジタル購読サービスを通じて、最も忠実な読者からの収入を得るべきだ」と書いた。

## 種類
ペイウォールには3つの高レベルのモデルが登場している。無料コンテンツを許可せず、コンテンツを読んだり、聞いたり、視聴したりするためにユーザーにすぐに料金を支払うように促すハードペイウォール、要約など一部の無料コンテンツを許可するソフトペイウォール、一定期間内に読者がアクセスできる無料記事の数が制限されるメーター制ペイウォールであったり、ユーザーが購読せずに閲覧できるものの柔軟性を高めている。

### ハードペイウォール
タイムズ紙が採用しているハードペイウォールは、オンラインコンテンツにアクセスするにあたって有料購読が必要で、このようなペイウォールは、コンテンツプロバイダーにとって最もリスクの高い選択肢と考えられている。ウェブサイトはオンライン視聴者と広告収入の90%を失う可能性があるが、購読者を引き付けるのに十分な魅力的なオンラインコンテンツを制作することで、その損失を取り戻すことができると推定されている。そして、ハードペイウォールを採用したニュースサイトが成功するには、以下の条件を満たす必要がある。
- コンテンツに付加価値を提供する
- ニッチなオーディエンスをターゲットにする
- すでに自社の市場を独占している[25]

多くの専門家は、ハードペイウォールの柔軟性のなさを非難しユーザーにとって大きな抑止力になっていると考えており、金融ブロガーのフェリックス・サーモンは「ペイウォールに遭遇してそれを通過できない場合、ユーザーはただ立ち去り、その体験に失望するだけだ」と書いている。ウィキペディアの創設者であるジミー・ウェールズは、ハードペイウォールの使用はサイトの影響力を弱めると主張しており、ハードペイウォールの導入によって、タイムズ紙は「自らの存在意義を失ってしまった」と述べている。実際にタイムズ紙は収益を増加させることができたはずでしたが、トラフィックは60%減少した。

### ソフトペイウォール
ソフトペイウォールは、従量制モデルに最もよく体現されている。従量制ペイウォールでは、ユーザーは一定数の記事を閲覧した後、有料購読が必要になるが、ペイウォールの外側で特定のコンテンツにアクセスできるサイトとは対照的に、ユーザーが設定された制限を超えない限り、どの記事にもアクセスできる。フィナンシャル・タイムズでは、ユーザーが有料購読者になる前に10記事にアクセスが可能。ニューヨーク・タイムズは、物議を醸す従量制ペイウォールを2011年3月に導入し、ユーザーは有料購読前に月に20記事を無料で閲覧できたが、2012年4月には月間の無料記事数を10記事に減らした。ニューヨーク・タイムズの従量制ペイウォールは、ソフトであるだけでなく「多孔性」があるとも言われている。なぜなら、ソーシャルメディアサイトに投稿されたあらゆるリンクにもアクセスでき、検索エンジン経由でアクセスした場合は1日に最大25記事まで無料で閲覧できるためである。
このモデルは、新聞社がライトユーザーからのトラフィックを維持できるように設計されており、その結果、新聞社はサイトのヘビーユーザーから発行部数収入を得ながら、訪問者数を高く維持することができる。このモデルを使用して、ニューヨークタイムズは最初の3ヶ月で224,000人の購読者を獲得した。2011年第3四半期に利益が報告された後、多くの人がペイウォールの成功を宣言したが、利益の増加は一時的であり「主に削減と資産売却の組み合わせによるもの」だと言われている。
Google 検索は以前、「First Click Free」と呼ばれるポリシーを実施していた。このポリシーでは、有料ニュースウェブサイトは、Google検索またはGoogle ニュースの検索結果からアクセスできる記事数を1日あたり最低3件（当初は5件）に制限する従量制課金のペイウォールを設定することが義務付けられていた。サイトは、ページからアクセスできるその他の記事については引き続きペイウォールを設定できた。これにより、出版物はGoogleのウェブクローラーによるインデックス登録を許可しやすくなり、Google 検索とGoogle ニュースでの目立つようになる。First Click Freeをオプトアウトしたサイトは、Googleのランキングで順位が下がった。Googleは2017年にこのポリシーを廃止し、出版物が自社のプラットフォームにサブスクリプションを統合するのを支援する追加ツールを提供すると述べた。

### クッキーペイウォール
クッキーペイウォールは、ユーザーがコンテンツにアクセスするために料金を支払うか、ターゲット広告とサードパーティCookiesを受け入れることで無料でアクセスできるようにするクッキーバナーのことである。この手法とEU一般データ保護規則（GDPR）などのデータ保護法との適合性については議論があり、複数のデータ保護機関がそれぞれ異なるガイドラインを策定している。イタリア、オーストリア、フランス、デンマークなどの国では、ウェブサイトがユーザーにクッキーやその他の追跡ツールの保存と使用に同意することなく同等のコンテンツやサービスにアクセスする選択肢を提供し、サイトへの購読料がユーザーの自由な選択を制限しない程度に適正で公正な料金である限り、合法とされている。

## 反応

### 専門家
ペイウォール導入に対する専門家の反応は様々である。ペイウォールに関する議論の多くは、ビジネスとしての成否に焦点を当てており、読者に情報を提供するという倫理的な意味合いは見落とされている。ペイウォールをめぐる議論では、ペイウォール導入を「サンドバッグ戦略」と捉える人もいる。これは短期的には収益増加につながるかもしれないが、新聞業界の将来的な成長を促す戦略ではない。しかし、ハードペイウォールに関しては、新聞がニッチな読者層をターゲットにしない限り、読者の減少というマイナスの影響が潜在的な収益を上回るという業界のコンセンサスがあるという。
低迷する新聞収入の活性化にペイウォールの活用が効果的だと楽観視する人々もいる。しかし、ペイウォール導入が成功すると信じる人々は、常に不測の事態を想定して自身の見解を補強している。ビル・ミッチェルは、ペイウォールが新たな収入をもたらし、既存の読者を遠ざけないためには、新聞は「柔軟なシステムに投資し、ニッチな分野におけるジャーナリストの専門知識を活用し、そして何よりも、読者に新たな価値という点で投資に見合う価値を提供しなければならない」と述べている。『ニュースメディアの現状』による2011年版アメリカジャーナリズム年次報告書は、「経済的に生き残るためには、ニュース運営のビジネスサイドにおけるコンセンサスは、ニュースサイトが広告をよりスマートにするだけでなく、コンテンツ課金の方法を見つけ、ディスプレイ広告や定期購読以外の新たな収入源を創出する必要があるということである」と包括的に主張している。ペイウォールの一般的な成功を信じていない人々でさえ、利益を生む未来のためには、新聞社は付加価値のあるより魅力的なコンテンツを生み出したり、新たな収入源を探ったりする必要があることを認識している。
ペイウォールの支持者は、小規模な出版物が生き残るためにはペイウォールが不可欠だと考えている。彼らは、広告収入の90%が上位50社の出版社に集中しているため、小規模なサイトは必ずしも大手サイトのように従来の広告支援型無料コンテンツモデルに依存することはできないと主張している。また、多くのペイウォール支持者は、人々は質の高いコンテンツのために少額の料金を支払うことをいとわないとも主張している。2013年3月のVentureBeatへのゲスト投稿で、MediaPassのマルコム・カッセルは、収益化は「ある種の自己成就的予言になるだろう。人々はコンテンツにお金を払い、そのお金はコンテンツ全体の質をさらに高めるために還元される」と述べている。
2013年4月、全米新聞協会（NSA）は2012年の業界収益プロファイルを発表し、日刊紙の発行部数が5%増加し、10年ぶりに発行部数が増加したと報告した。デジタル版のみの発行部数は275%増加し、印刷版とデジタル版をバンドルした発行部数は499%増加。印刷版とオンライン版をバンドルした複合アクセス購読への移行に伴い、印刷版のみの発行部数は14%減少した。このニュースは、デジタル版購読が新聞の長期的な存続の鍵となるという見方が広まっていることを裏付けている。
2019年5月、オックスフォード大学ロイタージャーナリズム研究所の調査によると、ペイウォールをめぐる論争にもかかわらず、欧米ではペイウォールが増加していることが明らかになった。フェリックス・サイモン氏とルーカス・グレイブス氏による調査によると、2019年時点でEUとアメリカの主要新聞社の3分の2以上（69%）が何らかのオンラインペイウォールを運用しており、研究者によるとこの傾向は2017年以降増加しており、アメリカでは60%から76%に増加している。

### ユーザー
ペイウォール導入に対する一般的なユーザーの反応は、読者のオンラインニュース閲覧習慣を分析した最近の多くの調査を通じて測定されている。カナダメディア研究コンソーシアムが実施した「カナダの消費者はオンラインニュースに支払いたくない」と題した調査は、カナダにおけるペイウォールへの反応を直接的に示している。1,700人のカナダ人を対象としたこの調査では、オンラインでニュースを読む参加者の92%が、好みのサイトで有料購読するよりも無料の代替手段を探したいと回答した（アメリカ人では82%）。一方、81%は好みのオンラインニュースサイトに絶対に支払いたくないと回答した。参加者による有料コンテンツへの反応の低さを踏まえ、この調査はメディア専門家と同様の結論を導き出しており、ウォール・ストリート・ジャーナルやタイムズなどの主要紙を除き、「現在の国民の意識を考えると、ほとんどの出版社は収益源を他で探すべきだ」と述べている。
世界新聞協会のエリザベス・ベニテス氏による調査は、メキシコ、ヨーロッパ、アメリカ合衆国の355人の参加者を対象に実施された。この調査では、「若い読者はデジタルニュースの月額購読料として最大6ユーロまで支払う意思がある。これは、各国の平均価格（14.09ユーロ）より50%安い。ロイタージャーナリズム研究所（サイモン・アンド・グレイブス、2019年）によると、14.09ユーロはヨーロッパ6カ国とアメリカ合衆国の平均月額購読料である」と述べている。
ドイツとオーストリアの21のニュースウェブサイトにおける読者の行動に基づく調査では、どのようなペイウォール戦略が読者の購読開始と購読完了のプロセスと関連しているかが調査された。この調査では、スタンドファースト（アメリカ英語では「deck」）または導入段落を表示するペイウォール記事で、訪問者が「今すぐ購読」ボタンをクリックする可能性が大幅に低下すること、また、割引を提供することで、購読料を支払う確率が大幅に上昇することがわかった。その他の購読オファー（電子ペーパーの提供、基本購読価格、トライアル期間と費用、スマートデバイスや小さなギフトの提供など）は、購読の決定とはほとんど関連していなかった。

## 放棄されたペイウォール構想
ニューヨークタイムズ - TimesSelect
当初のオンライン購読プログラムであるTimesSelectは、新たな収入源を創出する試みとして2005年に導入された。TimesSelectは、新聞アーカイブへのオンラインアクセスに年間49.95ドル、または月額7.95ドルを請求していた。2007年には有料購読で1,000万ドルの収益を上げていたが、オンライン広告の成長率と比較すると成長予測は低いものだった。2007年、ニューヨーク・タイムズは1980年以降のアーカイブの有料購読を廃止した。1980年以前のPDF記事は依然として有料だが、ほとんどの記事の要約は無料で閲覧できる。
アトランティック
当初、オンラインコンテンツは印刷版の定期購読者のみに提供されていた。これは2008年、編集長ジェームズ・ベネットの指揮の下、雑誌をマルチプラットフォーム事業へと再構築する取り組みの一環として変更された。アトランティック誌は2019年9月5日にソフトペイウォールを再導入し、読者は毎月5本の記事を無料で閲覧でき、それ以降の記事の閲覧には定期購読が必要となった.。
ジョンストンプレス
2009年11月、300以上の新聞を出版するイギリスの地方紙は、キャリック・ガゼットとウィットビー・ガゼットを含む6つの地方紙のウェブサイトに有料購読のウォールを設置した。このモデルは2010年3月に廃止されたが、4ヶ月間の有料購読者の増加率は2桁台前半だったと報告されている。
オグデン新聞
2014年、2015年、そして2016年の大半を通じて、オグデン新聞の日刊紙は有料購読制となっていた。このシステムでは、ティーザー見出しと記事の最初の段落が表示されていた。有料購読者は、新聞の電子版に加え、スマートフォンやタブレットのアプリからも紙面にアクセスできた。オグデン新聞は2016年11月、モバイルとタブレットに対応したウェブサイトのデザインを刷新し、有料購読制の廃止を開始した。
クォーツ
2022年4月、アメリカの大手ビジネスニュースウェブサイトの一つが、2019年から導入されていた有料購読の制限を撤廃した。この実験により、クォーツの収益の大部分は依然として広告収入であり、有料購読者からの収入ではないことが明らかになった。クォーツのウェブサイト上のすべての情報は無料で利用可能になり、メンバーシップオプションは、今週のビッグニュース1つに関する分析と洞察を含む独占編集ニュースレターを受け取りたい人専用となっている。